# Distrito electoral federal 13 de Veracruz
El Distrito electoral federal 13 de Veracruz es uno de los 300 distritos electorales en los que se encuentra dividido el territorio de México para la elección de diputados federales y uno de los 19 en los que se divide el estado de Veracruz de Ignacio de la Llave. Su cabecera es la ciudad Huatusco de Chicuellar.
El distrito 13 de Veracruz se encuentra en el centro de la costa del estado. Desde el proceso de distritación de 2017 lo conforman 14 municipios, que son: Camarón de Tejeda, Carrillo Puerto, Comapa, Cotaxtla, Cuitláhuac, Huatusco, Ignacio de la Llave, Paso del Macho, Paso de Ovejas, Sochiapa, Soledad de Doblado, Tierra Blanca, Tlalixcoyan y Zentla.

## Diputados por el distrito
- XLIX Legislatura
  - (1973 - 1976): Serafín Domínguez Ferman
- L Legislatura
  - (1976 - 1979): Francisco Cinta Guzmán
- LI Legislatura
  - (1979 - 1982): Marco Antonio Muñoz
- LII Legislatura
  - (1982 - 1985): Celso Vázquez Ramírez
- LIII Legislatura
  - (1985 - 1988): Hesiquio Aguilar de la Parra
- LIV Legislatura
  - (1988 - 1991): Humberto Peña Reyes
- LV Legislatura
  - (1991 - 1994): Jorge Uscanga Escobar
- LVI Legislatura
  - (1994 - 1997): Pedro Guillermo Rivera Pavón
- LVII Legislatura
  - (1997 - 2000): Rafael Spinoso Foglia
- LVIII Legislatura
  - (2000 - 2003): Jorge Schettino Pérez
- LIX Legislatura
  - (2003 - 2006): Alberto Méndez Gálvez
- LX Legislatura
  - (2006 - 2009): Agustín Mollinedo Hernández
- LXI Legislatura
  - (2009 - 2012): Felipe Amadeo Flores Espinosa
- LXII Legislatura
  - (2012 - 2015): Víctor Serralde Martínez
- LXIII Legislatura
  - (2015 - 2018): Miguel Ángel Sedas Castro
- LXIV Legislatura
  - (2018 - 2021): Eleuterio Arrieta Sánchez